# Moczulanka
Moczulanka (ukr. Мочулянка) – wieś na Ukrainie, w obwodzie rówieńskim, w rejonie berezieńskim. W 2001 roku liczyła 107 mieszkańców. We wsi znajduje się sklep wielobranżowy, przystanek autobusowy i kilkanaście starych gospodarstw (w większości drewnianych), a także dawny polski cmentarz rzymskokatolicki z grobami osób narodowości polskiej i ukraińskiej.

## Historia
W II Rzeczypospolitej wieś wchodziła w skład gminy Ludwipol, w powiecie kostopolskim, w województwie wołyńskim. W latach 1935–1945 miejscowość należała do parafii rzymskokatolickiej Huta Stara. Wieś należała wcześniej do parafii Niewirków, Ludwipol (od 1921 roku) i Lewacze (od 1928 roku).
W czasie okupacji niemieckiej mieszkająca tutaj polska rodzina Kieków (względnie Kijków) ukrywała Żyda Barucha Gutmana. W 1994 roku Instytut Jad Waszem uhonorował za to tytułami Sprawiedliwych wśród Narodów Świata Leona i Elżbietę Kieków (Kijków) oraz ich dzieci: Jana i Zofię (po mężu Demczuk).
Od 1943 roku we wsi istniała samoobrona polskich mieszkańców wchodząca w skład rejonu obronnego Huty Starej.
16 listopada 1943 roku w rejonie Moczulanki rozegrała się bitwa członków samoobrony z oddziałami UPA, które miały zaatakować znajdujących się w tym rejonie Polaków, w dużej części uciekinierów z innych miejscowości pacyfikowanych przez oddziały UPA. Członkowie samoobrony przy pomocy oddziału AK „Bomby-Wujka” Kochańskiego oraz oddziałów partyzantki radzieckiej zadały napastnikom duże straty, doprowadzając do klęski upowców.
W lipcu 1945 roku zgromadzona w tym rejonie polska ludność została wysiedlona w większości na Dolny Śląsk. Po 1945 roku w opuszczonej przez Polaków osadzie pozostały jeszcze kopalnie granitu i resztki zabudowań.
Około 2010 roku na rozwidleniu dróg przed Moczulanką (od strony Huty Starej) postawiony został pomnik upamiętniający upowców poległych w bitwie w 1943 roku.